# Faux-cuivré du sainfoin
Tomares mauretanicus
Espèce
Le Faux-cuivré du sainfoin (Tomares mauretanicus) est une espèce de lépidoptères (papillons) de la famille des Lycaenidae et de la sous-famille des Theclinae.

## Dénomination
Tomares mauretanicus ou Tomares mauritanicus a été nommé par Lucas en 1849]
Synonyme : Polyommatus mauretanicus (Lucas, 1849)

### Noms vernaculaires
Le Faux-cuivré du sainfoin se nomme Moroccan Hairstreak en anglais.

### Sous-espèces
- Tomares mauretanicus mauretanicus (Lucas, 1849) en Algérie.
- Tomares mauretanicus antonius (Brévignon, 1984) dans le Moyen-atlas marocain
- Tomares mauretanicus amelnorum (Tarrier, 1997) dans l'Anti-Atlas marocain[3].

## Description
Le Faux-cuivré du sainfoin est un petit papillon présentant un dimorphisme sexuel. Le dessus des ailes du mâle est marron alors que le verso des ailes postérieures et de la partie supérieure des antérieures est ornementé de dessins ovales et la partie inférieure orange.
Le dessus de la femelle présente une couleur orange bordée de marron aux antérieures et marron orné d'orange aux postérieures. Le verso des antérieures est orange à points noirs bordé de marron et celui des postérieures marron orné d'ovales orange.

### Chenille et chrysalide
Les œufs sont pondus en petits tas sur les feuilles.

### Espèces proches ou ressemblantes
Le faux-cuivré smaragdin (Tomares ballus) est très proche.

## Biologie

### Période de vol et hivernation
Il vole en une génération (univoltin), de janvier à avril ou mai suivant les localités et altitudes.
Le Faux-cuivré  du sainfoin hiverne à l'état de chrysalide.

### Plantes hôtes
Ses plantes hôtes sont Hedysarum pallidum et Hippocrepis multisiliquosa.

## Écologie et distribution
Il est présent dans toute l'Afrique du Nord, Maroc, Algérie et Tunisie jusqu'à 2400 mètres.

### Biotope
Il affectionne les pentes rocheuses sèches et herbues.

### Protection
Pas de statut de protection particulier.